# Rosalía Vázquez
Rosalía Vázquez (ur. 11 października 1995) – kubańska lekkoatletka specjalizująca się w rzucie dyskiem.
Pierwszy międzynarodowy sukces odniosła w 2011 zdobywając mistrzostwo świata juniorów młodszych. 
Rekord życiowy: 59,45 (17 marca 2016, Hawana). 

## Osiągnięcia
| Rok  | Impreza                               | Miejsce         | Pozycja    | Wynik |
| ---- | ------------------------------------- | --------------- | ---------- | ----- |
| 2011 | Mistrzostwa świata juniorów młodszych | Lille Metropole | 1. miejsce | 53,51 |